# Ctenomys conoveri
Espèce
Statut de conservation UICN

 LC  : Préoccupation mineure
Ctenomys conoveri est une espèce qui fait partie des rongeurs de la famille des Ctenomyidae. Comme les autres membres du genre Ctenomys, appelés localement des tuco-tucos, c'est un petit mammifère d'Amérique du Sud bâti pour creuser des terriers.
L'espèce a été décrite pour la première fois en 1946 par Wilfred Hudson Osgood (1875-1947), mammalogiste ornithologue américain.